# Retrato de enajenada
Retrato de enajenada (segunda mitad del S. XIX) es una obra pictórica de la artista Ángela Icaza. Durante muchos años se pensó que el autor era el pintor Juan Cordero. Esta obra se encuentra en la colección de la Universidad de Guanajuato.

## Sobre la autoría
En 2019 Alfonso Martín Varela, restaurador y coordinador de bienes muebles de la Universidad de Guanajuato descubrió que la verdadera autora del cuadro era Ángela Icaza, una pintora, de las pocas que pudieron acceder a la Academia de San Carlos, escuela que fue exclusiva de varones hasta 1886 . Este hallazgo se dio mientras limpiaba el barniz del cuadro, que en su momento se iba a colocar en un salón dedicado al pintor Juan Cordero. Se creía que era de dicho autor porque la universidad tenía varias obras de Cordero, además el historiador Salvador Toscano en su libro Juan Cordero y la pintura mexicana del siglo XIX integró el Retrato de la enajenada en un catálogo comentado de cuadros sin firma por lo que siempre se pensó que la obra era de dicho autor.